# Император (класс океанских лайнеров)
Импера́тор — серия из трёх немецких океанских лайнеров, принадлежавших судоходной компании HAPAG, включавшее в себя «Император», «Фатерланд» и «Бисмарк». Задумывались как ответ британскому трио класса «Олимпик». Каждое из трёх судов было самым большим судном в мире на момент своей постройки. После поражения Германии в Первой мировой войне, все три судна в качестве репараций передали странам-победителям.

## Предпосылки к созданию
С 1897 года Германия обладала Голубой лентой Атлантики, и самым быстрым судном в мире — «Кайзер Вильгельм дер Гроссе». Компания Северогерманский Ллойд, которая владела судном, перехватила первое место в океане у Великобритании и лайнеров Кунард Лайн «Лукании» и «Кампании». Великобритания не хотела мириться с таким состоянием вещей и решила ответить Германии.

### Кунард Лайн
Было принято решение о строительстве двух лайнеров, которые стали бы не только самыми быстрыми, но и самыми большими и роскошными. Компания Кунард Лайн обратилась к британскому Правительству за ссудой. Последние согласились, и ссуда была предоставлена при условии, что суда будут строиться по военным проектам и их можно будет реквизировать в случае военного конфликта.
В июне 1906 года на верфи «Джон Браун и КО», в городе Клайдбанк, Шотландия, был спущен на воду новый лайнер Кунард Лайн, который назвали «Лузитания». Это было самое большое судно на момент своей постройки. Тоннаж нового судна превышал 31 000 регистровую тонну. Через 4 месяца, в сентябре 1906 года в городе Ньюкасл-апон-Тайн на воду спустили сестру «Лузитании» — «Мавританию». Теперь Великобритания владела самыми большими судами в мире. Новый дуэт тут же перехватил Голубую Ленту Атлантики и «Мавритания» удерживала её до 1929 года, пока немецкий лайнер «Бремен» её не перехватил.

### Уайт Стар Лайн

Флаг Уайт Стар Лайн

Другая британская судоходная компания — Уайт Стар Лайн — так же вступила в гонку на Атлантике, но не в скорости, а в комфортабельности лайнеров. Управление Уайт Стар Лайн решило построить три судна-гиганта тоннажем более 45 000 регистровых тонн, которые были бы крупнейшими в мире. Новые лайнеры не смогли бы отобрать Голубую Ленту Атлантики, но они предлагали бы намного больший комфорт для пассажиров на борту. Судам дали имена «Олимпик», «Титаник» и «Гигантик».
20 октября 1910 года на воду был спущен «Олимпик» — первый лайнер класса «Олимпик». Имея тоннаж в более чем 45 000 регистровых тонн он стал крупнейшим лайнером в мире и моментально понравился всем пассажирам. Через год, 31 мая 1911 года на воду был спущен второй лайнер — «Титаник». Он превзошёл «Олимпик» на 1 тысячу регистровых тонн в тоннаже и стал крупнейшим лайнером. Но 15 апреля 1912 года — во время первого рейса — затонул в результате столкновения с айсбергом в 600 милях от Ньюфаундленда. Число погибших составило 1501 человек. (Во время рейса на борту «Титаника» было 2228 пассажиров и членов экапижа.) Строительство третьего судна — «Гигантика» — было приостановлено, но позже возобновлено, и 26 февраля 1914 года лайнер был спущен на воду под именем «Британник».

### HAPAG

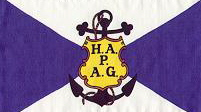
Флаг HAPAG

Германская судоходная компания HAPAG последовало примеру Уайт Стар Лайн, и решила построить трио гигантских лайнеров, которые также заманивали бы пассажиров не скоростью, а комфортом и роскошью на борту. Управляющий директор HAPAG Альберт Баллин принял решение построить три судна, чей тоннаж превышал бы 50 000 регистровых тонн. Суда по-прежнему не могли бы конкурировать с лайнерами Кунард Лайн, но смогли бы обойти лайнеры класса «Олимпик» в размере.
Через месяц после гибели «Титаника», 23 мая 1912 года на воду был спущен первый лайнер класса «Император» — «Император». Судно было длиннее строящейся «Аквитании» Кунард Лайн и также строящегося «Британника» (ранее «Гигантик») Уайт Стар Лайн. Длина «Императора» составляла 276 метров и с тоннажем в 52 117 регистровых тонн он стал крупнейшим судном в мире. Через год, 3 апреля 1913 года на воду спустили второе судно класса — «Фатерланд». Судно несколько отличалось от «Императора»: оно было внешне немного другим, на 2000 регистровых тонн больше и на 13 метров длиннее. Ещё через год, 20 июня 1914 года, на воду спустили «Бисмарк». Судно стало самым большим в мире вплоть до 1935 года, пока французский лайнер «Нормандия» не был введен в эксплуатацию.

## Строительство. Отличия

### Император

Император

«Император» строился на верфи Вулкан в Гамбурге. Его киль был заложен 18 июня 1910 года. Изначально планировалось, что новое немецкое трио будет, как и британские конкуренты, четырёхтрубным, но к тому моменту в море ходило много четырёхтрубных лайнеров и директор HAPAG решил создать что-то новое, поэтому он решил, что новые суда будут трёхтрубными.
Когда погиб «Титаник», «Император» был ещё на верфи и поэтому его было проще оснастить нужным количеством спасательных шлюпок. В то время как «Олимпик», «Лузитания» и «Мавритания» были наспех оснащены спасательными шлюпками, а их палубы были загромождены, на «Император» установили более 80 спасательных шлюпок на шлюпочной палубе и палубе В, баке и на корме. Таким образом шлюпок вполне хватало. Также, для того, чтобы лайнер был точно длиннее «Аквитании» и «Британника» на форштевне был установлен бронзовый орёл. Корма была украшена золотым орнаментом. Лайнер выглядел довольно пафосно. После того, как лайнер был закончен, и отправился в первый рейс, была обнаружена серьёзная проблема остойчивости. Центр тяжести судна был слишком высоко, что вызывало крен из стороны в сторону. Для устранения неполадок, трубы были укорочены на 3 метра, весь тяжёлый материал с верхних палуб был заменен лёгким, а в пространство между первым и вторым дном залили бетон. Эти меры принесли свой результат, но до конца карьеры «Император» будет иметь проблемы с остойчивостью.

### Фатерланд

Фатерланд

Второе судно было спущено на воду 3 апреля 1913 года. «Фатерланд» спустили на воду на верфи Blohm & Voss в Гамбурге. Лайнер разительно отличался от предшественника. Во-первых новое судно было больше на 2 000 регистровых тонн, также судно было длиннее «Императора» на 13 метров («Император» — 276 метров, «Фатерланд» — 289 метров), но основными различиями были мостик и корма. У «Фатерланда» мостик был шире и немного выходил за пределы верхней палубы, как бы нависая над баком, такой же мостик был и у «Бисмарка». Корма у обоих младших судов была совершенно другой конструкции. Руль был меньше и полностью скрывался под водой. Также внутренние помещения «Фатерланда» были просторнее, и места на верхней палубе было больше. Также у «Фатерланда» не было бронзового орла на носу. Вместо него на носу лайнера был золотой узор, наподобие того, что был на корме.

### Бисмарк

Спуск на воду Бисмарка

Третье и последнее судно класса «Император» — «Бисмарк» — было спущено на воду 20 июня 1914 года на верфи Blohm & Voss в Гамбурге. Это судно было самым большим в мире, имея тоннаж в 56 000 регистровых тонн и будучи 291 метр в длину. Внешне судно было практически идентично «Фатерланду». Отделка судна была прервана началом Первой мировой войны, и до 1922 года судно оставалось недоделанным.

## Карьера в HAPAG
13 июня 1913 года «Император» отвалил от причальной стенки в Куксхафене и отправился в первый рейс до Нью-Йорка. Именно во время этого рейса были обнаружены ошибки проектировщиков, из-за которых судно постоянно кренилось. В основном судно ходило без происшествий. Лишь во время одного из рейсов из-за шторма статуе орла на носу оборвало крылья и она была заменена золотым узором, как на корме. С началом Первой мировой войны, лайнер 4 года стоял без дела в Гамбурге, а позже передан на временное использование ВМФ США.
14 мая 1914 года «Фатерланд», как и его предшественник, отчалил из Куксхафена в Нью-Йорк. В Нью-Йорке судно чуть не столкнулось с пирсом на другой стороне Гудзона, из-за того, что капитан лайнера решил развернуть судно без помощи буксиров. С началом войны лайнер оставался в Хобокене, Нью-Йорк, у своего причала. Позже его также реквизировали США для транспортировки солдат.
«Бисмарк» не совершил ни единого рейса для HAPAG. После войны, недостроенным был передан Великобритании, как замена погибшему «Британнику».

## Первая мировая война
В августе 1914 года, когда началась Первая мировая война, «Император» был поставлен на прикол в Гамбурге и, находясь там 4 года, начал приходить в упадок. После перемирия 11 ноября 1918 года, судно было передано на временное использование в качестве военного транспорта ВМФ США.
Он был получен американскими властями, как USS Imperator (ID-4080), в мае 1919. С 3 июня по 10 августа 1919 года, он совершил три рейса из Нью-Йорка в Брест, вернув домой свыше 25 000 человек (военных и гражданских).
После войны, «Император» был передан британской судоходной компании Кунард Лайн. Последние переименовали его в «Беренгарию» и сделали флагманом своего торгового флота.
6 апреля 1917 года, Соединенные Штаты Америки вступили в Первую мировую войну. «Фатерланд» был реквизирован американским правительством, а экипажу было предложено американское гражданство. Лайнер отремонтировали (команда саботировала двигатели и котлы судна), и переоборудовали в транспортное судно «Левиафан».
«Левиафан» начал нести военную службу на североатлантическом маршруте, переправляя войска к европейским полям битвы. Его вклад был очень важен, лайнер перенёс, в общей сложности, больше 100 000 солдат за 19 рейсов. Однажды на борту судна было 14 416 человек — в то время самое большое число людей на одном судне.
Как военные репарации, «Левиафан» был передан недавно сформированной американской судоходной компании Юнайтед Стейтс Лайн и стал самым большим американским лайнером на тот момент.
«Бисмарк» всю войну стоял в Гамбурге. После поражения Германии в войне, лайнер передали как военные репарации британской судоходной компании «Уайт Стар Лайн». Лайнеру дали новое имя — «Маджестик» (Величественный), и он немедленно стал новым флагманом компании.

## Послевоенная карьера

### Беренгария (Император)
Основная статья: Беренгария (лайнер)

Беренгария

«Император» был переименован в «Беренгарию», в честь жены Ричарда Львиное Сердце.
«Беренгария» была самым большим судном Кунард Лайн в то время и имела разряд флагманского судна. Будучи флагманом, всемирная клиентура хотела путешествовать на ней.
В последние годы своей карьеры «Беренгария» страдала от постоянных пожаров из-за плохой проводки. «Беренгария» была продана на слом в 1938 году. Прежний «Император» был разобран после окончания Второй мировой войны в 1946 году.

### Левиафан (Фатерланд)
Основная статья: Левиафан (лайнер)

Левиафан

В 1923 году «Левиафан» предстал перед миром как совершенно новое судно.
Новый флагман Американского Торгового флота отправился в своё второе первое плавание 4 июля 1923 года, из Нью-Йорка в Саутгемптон. Он был самым большим торговым судном, когда-либо ходившим под звёздно-полосатым флагом.
Финансовая ситуация в это время становилась все хуже и хуже, достигнув худшей отметки во время Большого Краха в 1929 году.
В 1932 году он был поставлен на прикол. В 1934 году, когда экономика немного оправилась, «Левиафан» совершил ещё четыре рейса в Саутгемптон, но был снова поставлен на прикол в Нью-Йорке в сентябре того же года.
«Левиафан» оставался на приколе в Нью-Йорке до декабря 1937 года, когда он был продан на металл компании Metal Industries Ltd.

### Маджестик (Бисмарк)
Основная статья: Маджестик (лайнер)

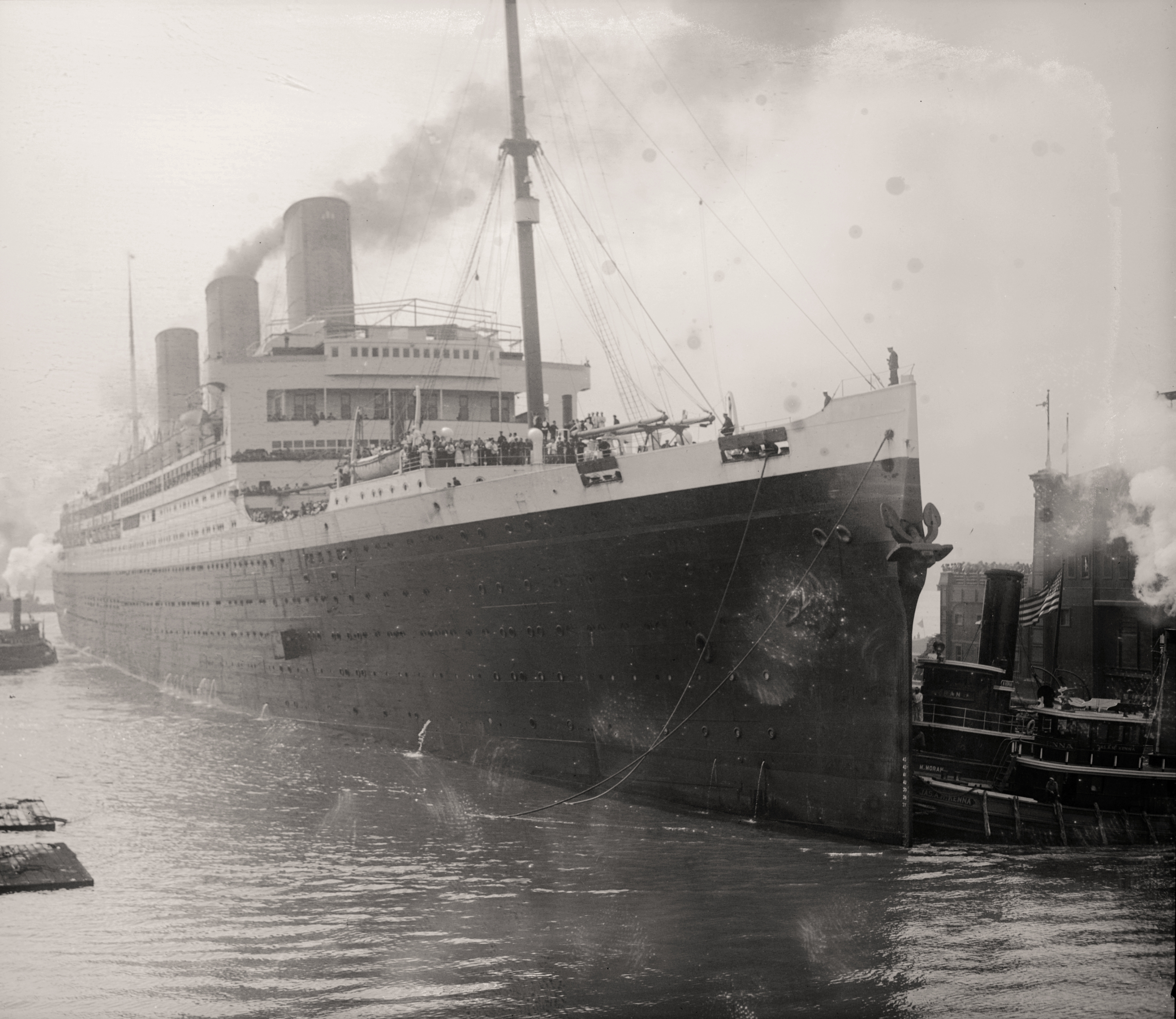
Маджестик

12 мая 1922 года «Маджестик» отправился в свой первый рейс из Саутгемптона в Нью-Йорк. Его капитаном был коммодор Уайт Стар Лайн Бертрам Хейс, который был переведен с «Олимпика».
В 1923 году, на борту «Маджестика» было 2 625 пассажиров; самое высокое число пассажиров за всю историю УСЛ. В 1925 году он сделал своё лучшее пересечение, идя со скоростью в 25 узлов.
В 1928 году судно было отправлено в Бостон для остекления передней части прогулочной палубы.
В 1934 году, в результате Депрессии, Кунард Лайн и Уайт Стар Лайн объединились в одну компанию.
Когда французский лайнер «Нормандия» вошёл в состав флота в 1935 году, «Маджестик» был, наконец заменен как наибольшее судно в мире. 15 мая 1936 года, он был продан за 115 000 £ Thos. W. Ward на слом.
В июле «Маджестик» был спасен, хотя и Адмиралтейством, которое купило судно. Они нуждались в нём как в учебном судне.
Конец судна настал 29 сентября, когда судно загорелось и затонуло. Оно было полностью уничтожено, и в марте 1940 года, судно, ещё раз, было продано Thos. W. Ward на слом.